# عبد الرزاق بلعقروز
عبد الرزاق بلعقروز (من مواليد 1981). باحث وكاتب جزائري  له إصدارات ومقالات علمية عديدة. فاز بجائزة الشيخ زايد للكتاب في فئة أفضل مؤلف شاب عن كتابه «روح القيم وحرية المفاهيم نحو السير لإعادة الترابط والتكامل بين منظومة القيم والعلوم الاجتماعية» في عام 2019.

## السيرة الذاتية
حاصل عبد الرزاق بلعقروز على شهادة دكتوراه في العلوم وفلسفة القيم والمعرفة. وعمل أستاذاً للتعليم الثانوي في ولاية سطيف منذ عام 2005 وحتى 2008. ومنذ 2012، وهو يعمل أستاذاً محاضراً في قسم الفلسفة بكلية العلوم الإنسانية والاجتماعية في جامعة سطيف 2. كما أنه أسس الجمعية الجزائرية للدراسات الفلسفية في 25 يوليو 2012. له أكثر من عشر مؤلفات منها «تحولات الفكر الفلسفي: أسئلة المفهوم والمعنى والتواصل» و«أزمة الحداثة ورهانات الخطاب الإسلامي». وتتركز معظم مؤلفاته وأبحاثه العلمية حول الفلسفة والقيم الاخلاقية وأعلام القيمة في الفكر الإسلامي المعاصر، وإشكالات الحداثية والدين. كما أن له مقالتين علميتين نُشرتا في مجلة «إسلامية المعرفة» في عام 2015 وهما «الحداثة الفائقة ومظاهر انفصال الإعلام المعاصر عن القيمة»، و«القيم الأخلاقية والعلوم الاجتماعية: نحو إبستمولوجية القيم الحاكمة». بالإضافة إلى أن له إصدارات بالاشتراك مع باحثين آخرين مثل «نيتشه والجابري» ضمن كتاب «التراث والحداثة في المشروع الفكري لمحمد عابد الجابري»، و«يورغن هابرماس: العقلانية التواصلية في ظل التواصل الرهان الأتيقي في النقد العلموي والديني والسياسي» بإشراف علي المحمداوي عام 2012. وفي عام 2019، فاز بلعقروز بجائزة الشيخ زايد للكتاب في دورتها الثالثة عشرة لفئة أفضل مؤلف شاب عن كتابه «روح القيم وحرية المفاهيم نحو السير لإعادة الترابط والتكامل بين منظومة القيم والعلوم الاجتماعية»، الصادر عن دار المؤسسة العربية للفكر عام 2017.

## المؤلفات

### كتب
- تحولات الفكر الفلسفي: أسئلة المفهوم والمعنى والتواصل، الدار العربية للعلوم، 2009 (ردمك: 9789953877419)
- نيتشه ومهمة الفلسفة، الدار العربية للعلوم، 2010 (ردمك: 9789953877457)
- السؤال الفلسفي ومسارات الانفتاح: تأولات الفكر العربي للحداثة وما بعد الحداثة، الدار العربية للعلوم ناشرون، 2010 (ردمك: 9789953879253)
- أزمة الحداثة ورهانات الخطاب الإسلامي، منتدى المعارف، لبنان، 2013 (ردمك: 9786144280171)
- المعرفة والارتياب: المساءلة الارتيابية لقيمة المعرفة عند نيتشه وامتداداتها في الفكر الفلسفي المعاصر، منتدى المعارف، 2013 (ردمك: 9786144280522)
- قوة القداسة؛ تصدع الدنيوة واستعادة الديني لدوره، منتدى المعارف، 2014 (ردمك: 9786144280812)
- مدخل إلى الفلسفة العامة، منشورات ضفاف، 2015 (ردمك: 9786140210660)
- مداخل مفهومية إلى مباحث فلسفية وفكرية، مركز نما للبحوث والدراسات، 2017 (ردمك: 9786144317006)
- روح القيم وحرية المفاهيم نحو السير لإعادة الترابط والتكامل بين منظومة القيم والعلوم الاجتماعية، المؤسسة العربية للفكر، 2017 (ردمك: 9786148025129)
- فلسفة الدين؛ مفاهيم والإشكاليات والإتجاهات، منتدى المعارف، 2018 (ردمك: 9786144281529)
- جوانب من اجتهادات طه عبد الرحمن: الحداثة والعولمة والعقلانية والتجديد الثقافي، المؤسسة العربية للفكر، 2018 (ردمك: 9786148025112)
- آفاق الانفتاح على مشروع طه عبد الرحمن، 2019
- تأملات في مسائل فكرية حارقة، المؤسسة العربية للفكر، 2019 (ردمك: 9786148025181)
- سؤال المنهج في العلوم الإجتماعية، منتدى المعارف، 2019 (ردمك: 9786144281703)

### مقالات علمية
- «القيم الأخلاقية والعلوم الاجتماعية: نحو إبستمولوجية القيم الحاكمة»، مجلة إسلامية المعرفة، 2015.
- «الحداثة الفائقة ومظاهر انفصال الإعلام المعاصر عن القيمة»، مجلة إسلامية المعرفة، 2015.

## الجوائز
- فاز كتابه «روح القيم وحرية المفاهيم نحو السير لإعادة الترابط والتكامل بين منظومة القيم والعلوم الاجتماعية» بجائزة الشيخ زايد للكتاب، عن فئة أفضل مؤلف شاب، 2019.[7]
- فاز كتابه " الاتصاف بالتفلسف : التربية الفكرية ومسالك المنهج ، بجائزة الكتاب العربي، عن فئة الدراسات الاجتماعية والفلسفية، دورة 2025